# Pugó verd del préssec
El pugó verd del presseguer (Myzus persicae) és una espècie d'hemípter esternorrinc de la família Aphididae. És una de les plagues més significatives del presseguer als quals els minva el creixement, tot enrotllant de les fulles i matant diversos teixits. També actua de vector de virus de les plantes com el virus del mosaic sever (PVY) i l'enrotllat de la creïlla (PLRV) i diversos virus de mosaic.
Aquest pugó es troba a tot el món i es beneficia, en les zones d'hiverns freds, de la presència d'hivernacles.

## Descripció i biologia
Els adults d'aquest pugó apareixen a l'estiu i fan 1,8 a 2,1 mm de llargada; el cap i el tòrax són negres, i l'abdomen verd groguenc amb una taca negra a la part de darrere. N'hi ha dues subespècies: Myzus persicae nicotianae i Myzus persicae persicae.
Tenen reproducció asexual i els adults pareixen nimfes a gran varietats de plantes com les cols, patates i altres solanàcies i altres incloent plantes adventícies com Chenopodium album i Amaranthus retroflexus. Pot tenir 20 generacions a l'any. Quan la temps es fa més fred es reprodueixen sexualment i ponen ous en l'escorça de plantes del gènere Prunus.

## Mesures agronòmiques
Entre els seus enemics naturals hi ha depredadors i parasitoides incloent coleòpters com les marietes (Adalia bipunctata, A. decempunctata, Coccinella septempunctata i Scymnus spp.), també heteròpters antocòrids dels gèneres Orius i Anthocoris; neuròpters, com crisòpids dels gèneres Chrysopa i Chrysoperla, sírfids com Syrphus, Scaeva, Episyrphus, dípters cecidòmids com Aphidoletes, parasitoides dels àfids com Aphidius, i petites vespes parasitoides bracònids. També són colonitzats i matats per fongs patògens d'insectes de l'ordre entomofthorals.
La lluita química és senzilla d'efectuar perquè són insectes xucladors poc mòbils.

## Galeria

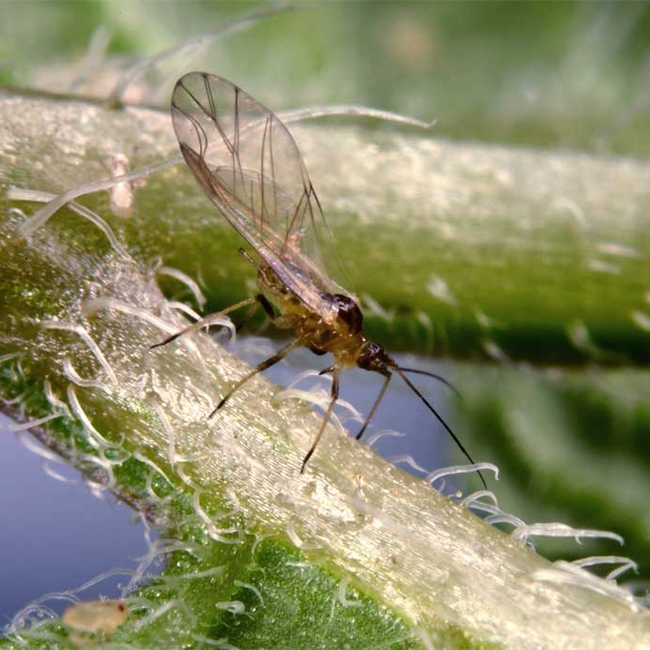
Femella alada
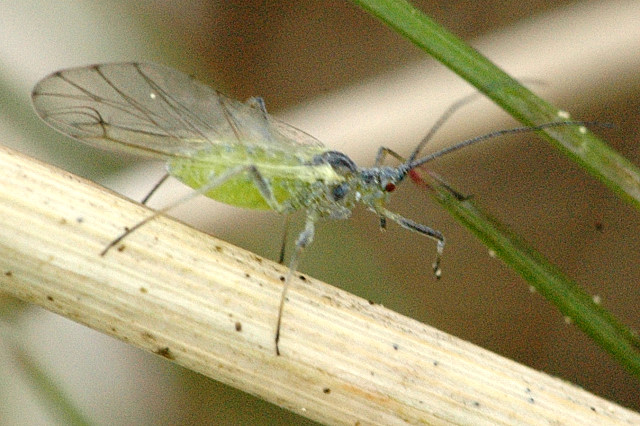
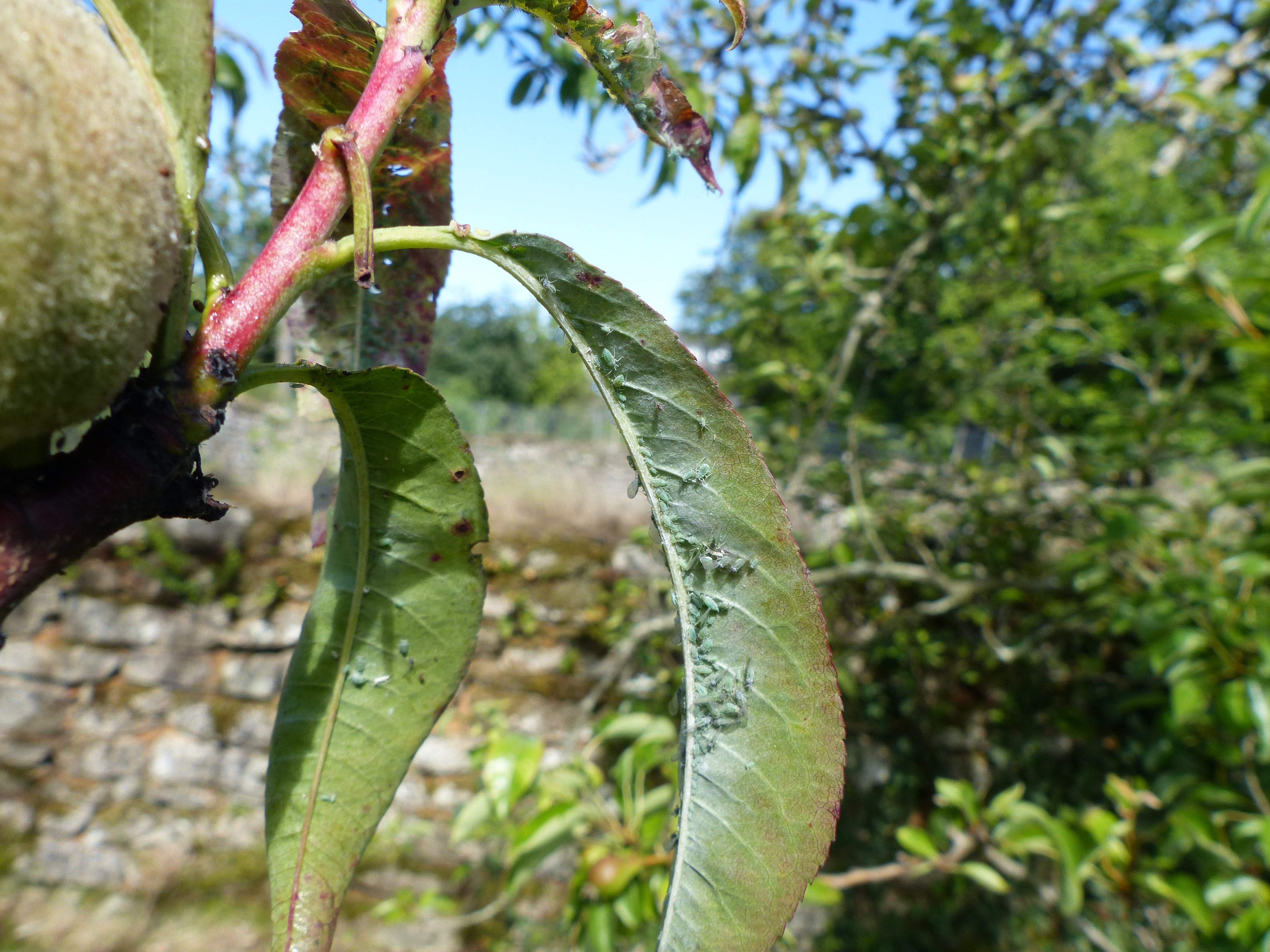
Colònia sobre un presseguer
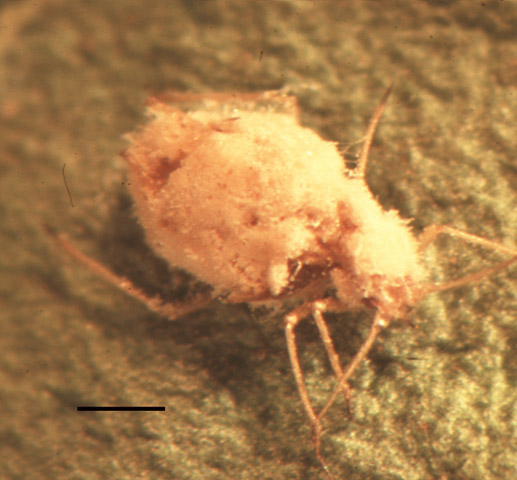
Pugó verd del préssec mort pel fong Pandora neoaphidis (Escala= 0,3 mm)